# Ovalbumin
Ovalbumin (Abkürzung: OVA) oder Eieralbumin ist das mengenmäßig häufigste Protein im Eiklar von Vogeleiern (55–65 Prozent). Die Funktion von Ovalbumin ist nicht eindeutig geklärt, doch es wird vermutet, dass es sich um ein Speicherprotein handelt. Ovalbumin gehört zu den Serpinen. Im Gegensatz zu anderen Serpinen ist Ovalbumin jedoch nicht in der Lage, Serinproteasen zu hemmen.
Albert Neuberger wies 1938 nach, dass es ein Glykoprotein war und eröffnete damit die Glykoprotein-Forschung.

## Biosynthese
Das Gen für Ovalbumin ist beim Haushuhn (Gallus gallus domesticus) auf Chromosom 2 zu finden und umfasst 8 Exons und 5900 Basenpaare (5,9 kbp). Die transkribierte mRNA enthält 1392 Basen und nach der Translation und weiterer posttranslationaler Modifikation entsteht das aus 385 Aminosäuren bestehende Ovalbumin mit einer Molekülmasse von 42,8 kDa. Die Proteinsequenz von Hühner-Ovalbumins wurde 1981 vollständig aufgeklärt.

## Verwendung
Ovalbumin hat für die Proteinforschung einen hohen Rang, da es historisch aufgrund seiner großen Verfügbarkeit für die Entwicklung der Techniken zur Molmassenmessung und der Strukturaufklärung verwendet wurde. Es dient jetzt noch als Vergleichsstandard in diesen Bereichen. Durch seine den Serpinen ähnliche Struktur wird es zur Erforschung dieser Proteinfamilie benutzt. Außerdem verwendet man es in der Immunologie, um eine allergische Reaktion hervorzurufen.
In der Immunonkologie werden sogenannte E.G7-OVA-Zelllinien verwendet, die auf einem Lymphom der Maus basiert. Diese Zellen enthalten durch Einführung eines Plasmids, die vollständige Sequenz von Ovalbumin, was zu einer konstitutiven OVA-Synthese und -Sekretion führt. C57BL/6N-Mäuse, die mit E.G7-OVA-Zellen immunisiert wurden, weisen auf H-2Kb beschränkte Zytotoxische T-Zellen auf, die für das Peptid OVA258-276 (im Einbuchstabencode SIINFEKL) spezifisch sind, was dieses Modell für die Entwicklung von Immuntherapeutika wertvoll macht.

## Geschichte
Hühner-Ovalbumin war (nach Hämoglobin im Jahr 1870) das zweite Protein, das rein und in Kristallform dargestellt wurde. Franz Hofmeister gelang 1889 durch vorsichtiges Ausfällen mit Ammoniumsulfatlösung, reines Ovalbumin herzustellen und daraus Kristalle zu züchten. Den Namen erhielt das Protein erst im Jahr 1900 von Osborne and Campbell.

## Eigenschaften
Ovalbumin kann bei Menschen Allergien auslösen. Es ist wasserabweisend.
Hühner-Ovalbumin denaturiert bei 84,5 °C.